# Roxanne Seeman

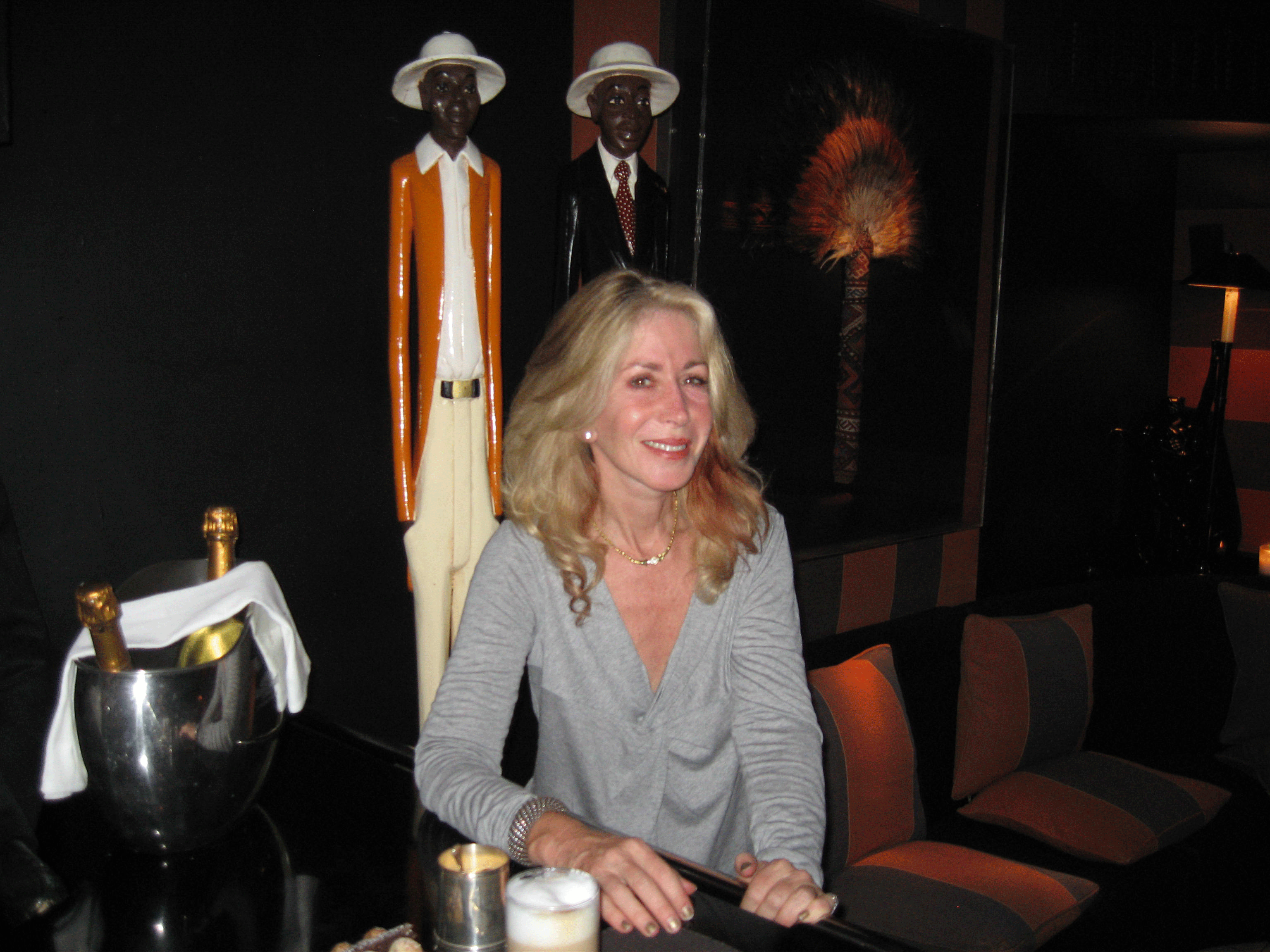
Seeman in London (2008)

Roxanne Joy Seeman (* 10. Juni 1954 in New York City) ist eine US-amerikanische Liedermacherin, Lyrikerin und Musikproduzentin. Bekannt wurde sie als Songwriterin unter anderem für Billie Hughes, Philip Bailey, Phil Collins, Earth, Wind & Fire, Barbra Streisand, Bette Midler, The Sisters of Mercy, The Jacksons, Jacky Cheung und ihre Arbeit für Film und Fernsehen. Sie wurde zweimal für die Emmys nominiert.
Seeman war Liedermacherin und Produzentin des Lieds „Welcome To The Edge“ von Billie Hughes, das 1992 mit dem Japan Grand Prix Gold Disk Award für „International Single of the Year“ ausgezeichnet wurde.
Sie schrieb Lieder für verschiedene chinesische Künstler, u. a. für Jacky Cheung, Yang Kun, Super Vocal und Rainie Yang. Sie produzierte auch zusammen mit Zhang Yadong und Gao Xiaosong.
Sie ist Produzentin der Broadway-Shows To Kill a Mockingbird und The Waverly Gallery.

## Familie und Studium
Seeman ist in New York als Tochter von Murray und Lee Seeman in eine jüdische Familie geboren. Ihr Vater war Rechtsanwalt und Liegenschaftsverwalter. Er war Veteran des Zweiten Weltkriegs und ehemaliger Bürgermeister von Great Neck Estates, wo die Familie wohnte. Dreißig Mitglieder der Familie Seeman, die tschechische Abstammung hat, wurden im Holocaust ermordet. Ihre Mutter, ein ehemaliges Mitglied der „U.S. Commission for the Preservation of America's Heritage Abroad“ hat israelische Abstammung bis zum 19. Jahrhundert auf der väterlichen Seite. Die Vorfahren mütterlicherseits gehören zu der Getz-Familie von Juwelieren.
Mit zehn Jahren lernte Seeman Klavier. In der „Saddle Rock Elementary School“ Grundschule lernte sie Geige und mit 16 Jahren Gitarre. Seeman studierte an der Carnegie-Mellon University in Pittsburgh, Pennsylvania, um eine Kunstkarriere zu verfolgen. Dort lernte sie einen Klavierlehrer kennen und lernte klassisches Klavier. Sie war Teil des Rats für Schulaktivitäten und buchte Bands für Konzerte im Campus. Aufgrund ihrer Leidenschaft für Jazz nahm sie Jazz-Theorie-Unterricht mit Nathan Davis, Direktor der Jazz Studies an der Universität Pittsburgh.
Um chinesische Kalligraphie zu lernen, nahm Seeman an einem Chinesischkurs teil. Dieses veranlasste sie, sich bei der Columbia University in New York zu bewerben, um dort Asienwissenschaften zu studieren. Als sie in Long Island war, lernte sie auch Klavier bei Tony Aless und Roland Hanna.
Roxanne absolvierte eine Hochschulausbildung in Orientstudien, Kunst und Sprachen an der Columbia University und am Barnard College, welche sie mit Diplom abschloss. Sie erforschte chinesische, japanische und indische Literatur und Kunst und lernte auch chinesische Musik bei Chou Wen-chung.
Sie fand ihren Weg in die Musikindustrie im Jahr 1979 durch die Jazzsängerin und Schauspielerin Dee Dee Bridgewater, die zusammen mit Larry Dunn von Earth, Wind & Fire und Produzent George Duke Instrumentalstücke von Ramsey Lewis mit Texten von Seemann neu aufnahm. Dieses Projekt führte zu einer weiteren künstlerischen Zusammenarbeit mit Philip Bailey von Earth, Wind & Fire.

## Karriere

### Zusammenarbeit mit Billie Hughes
Den Durchbruch schaffte Seeman mit dem Musiker Billie Hughes, mit dem sie ab 1983 zusammenarbeitete. Die beiden produzierten die Single und das Album Welcome to the Edge, das vier Monate lang in den Top-10 der japanischen Charts verblieb. Insgesamt wurden 520.000 Exemplare verkauft. Die Single wurde bei den Japan Music Awards als No. 1 International Single of the Year ausgezeichnet.
Welcome to the Edge wurde seit der Veröffentlichung in Südostasien von zahlreichen Sängern aus Japan und China neu aufgenommen.
Eines der bekanntesten Lieder aus der Feder von Hughes und Seeman ist Philip Baileys Walking on the Chinese Wall. Im September 2004 wurde erstmals ein Popkonzert auf der Chinesischen Mauer mit Alicia Keys als Hauptact veranstaltet. Walking on the Chinese Wall war das letzte Lied ihres Auftritts.

### Karriere als Songwriterin
Roxanne wurde in Europa, Asien und Südamerika durch Liedtexte für internationale Lieder erfolgreich. Barbra Streisand nahm Seemans Let’s Start Right Now, ein brasilianisches Lied, mit Seemans ursprünglichem englischen Text auf. Let’s Start Right Now erschien als Bonus-CD-Titel in einer begrenzten Fassung Streisands A Love Like Ours-Album. Es war als Bonustitel auf der international verkauften CD If You Ever Leave Me veröffentlicht. 2003 trat Jermaine Jackson mit Let’s Start Right Now im Programm The View auf. Das Lied wurde von Barbara Walters eingeführt. Bette Midler veröffentlichte 1991 Seemans und Hughes’ Night and Day, ein erfolgreiches Lied und Musikvideo.
Im Jahr 1993 debütierten The Sisters of Mercy mit Under the Gun, ein erfolgreiches Lied und Musikvideo komponiert von Billie Hughes, Roxanne Seeman und Andrew Eldritch mit Produktionsleitung von Andrew Eldritch und Billie Hughes. In der Zusammenarbeit mit Sarah Brightman und ihrem Mann Frank Peterson schrieb Seeman Harem, dazu neue originelle englischsprachige Lyriken für Cancao do Mar, ein ursprünglich portugiesisches Fadolied, das durch Amália Rodrigues berühmt wurde. Sarah Brightmans Harem blieb bis zu 80 Wochen in den „Billboard Top 10 Crossover Classical“. Harem wurde der Titel von Brightmans Welttournee, ihre PBS „Harem: A Desert Fantasy Special“-Sendung, und ihre „Live from Las Vegas“-Weltreise (auf DVD aufgenommen). Harem (Lehman & Rivera Mixes) wurde der Nr.-1-Tanztitel in den „Hot Dance Club Play Billboard Charts“.
Im Dezember 2008 gab Daniel Lindstrom seinen Titel Caught in that Feeling in Schweden frei – das Lied wurde von Seeman, Lindstrom und Samsson komponiert. Im Jahr 2009 arbeitete Roxanne an dem Lied Amor en suspenso (Crocodile Tears) mit Alejandra Guzmán, Mexikos „Königin der Rockmusik“, mit. 

### Film und Fernsehen
Roxannes Werke sind in zahlreichen Film- und Fernsehproduktionen zu hören. Ihr Lied So Hard to Know wurde auf Wunsch von Chet Baker geschrieben. Es bezieht in dem oscarnominierten Dokumentarfilm Let’s Get Lost, Bruce Webers Tributfilm über das Leben und zur Musik Chet Bakers. Die Wiederveröffentlichung von Webers „Let’s Get Lost“ debütierte in London am 5. Juni 2008.
Welcome to the Edge bekam eine Emmy-Nominierung als Best Original Song in der Fernsehsendung Santa Barbara. Im Jahr 1992 bekamen Seeman und Hughes ihre zweite Emmy-Nominierung in der Kategorie Best Original Song für 'Dreamlove' in der Fernsehsendung Another World. Mit Earth, Wind & Fire zusammen schrieb Seeman Cruisin’ für Spike Lees Get on the Bus. Eine Zusammenarbeit mit Eric Levi von ERA und Philip Bailey von ERA führte zum Schlusslied des erfolgreichen französischen Films La Vengeance d’une Blonde.
Roxanne schrieb Hold On to the Good Things für den Film Stuart Little 2, der von der Grammypreis-Künstlerin Shawn Colvin aufgenommen wurde. 
Für William Ross’ Thema für The Young Black Stallion entwickelten und produzierten Roxanne und Gavin Greenaway das Lied Born to Ride, gesungen von Biana Tamimi, einer 11-jährigen Filmschauspielerin für die DVD-Veröffentlichung.

## Belege
1. ↑  Erik Hayden: Academy Invites 842 New Members. In: The Hollywood Reporter. 1. Juli 2019, abgerufen am 14. September 2021 (amerikanisches Englisch).
2. ↑  Roxanne Seeman | Credits. In: AllMusic. Abgerufen am 12. Oktober 2019 (amerikanisches Englisch).
3. ↑  Jim Bessman: Turning Foreign Verse Into English Prose. Billboard, 16. März 2002, S. 71 (englisch, worldradiohistory.com [PDF]).
4. ↑  Nominees for 21st annual Daytime Emmy Awards. In: UPI. Abgerufen am 5. Oktober 2020 (englisch).
5. 1 2  Jill Pesselnick: Billie Hughes. In: Variety. 21. August 1998, abgerufen am 2. April 2022 (amerikanisches Englisch).
6. ↑  Billie Hughes; Recorded 'Welcome to the Edge'. In: Los Angeles Times. 18. Juli 1998, abgerufen am 11. Oktober 2020 (amerikanisches Englisch).
7. ↑  David Rooney: 'To Kill a Mockingbird': Theater Review. In: The Hollywood Reporter. 13. Dezember 2018, abgerufen am 14. September 2021 (amerikanisches Englisch).
8. ↑  2019 TONY AWARD NOMINATIONS. In: www.tonyawards.com. Abgerufen am 27. Februar 2023 (amerikanisches Englisch).
9. ↑  1940 U.S. Census Release | Federal Census Data. In: www.archives.com. Abgerufen am 24. April 2021.
10. ↑  Avital Louria Hahn:  Restoring a Jewish Cemetery in Poland In: The New York Times, 14. September 1997. Abgerufen am 21. März 2022 (amerikanisches Englisch).
11. ↑  Former village mayor dies at 103. In: Newsday. Abgerufen am 5. Oktober 2020 (englisch).
12. ↑  Janelle Clausen: Murray Seeman, former mayor of Great Neck Estates, dies at 103 - Great Neck News. In: The Island Now. 17. Oktober 2017, abgerufen am 5. Oktober 2020 (amerikanisches Englisch).
13. ↑  JEWISH WORLD. In: jewishworld.dept-i.com. Abgerufen am 5. Oktober 2020.
14. ↑  Rahel Musleah:  U.S. Prods to Reclaim Holocaust Cemeteries In: The New York Times, 26. November 1995. Abgerufen am 27. August 2022 (amerikanisches Englisch).
15. ↑  Rahel Musleah:  U.S. Prods to Reclaim Holocaust Cemeteries In: The New York Times, 26. November 1995. Abgerufen am 2. Mai 2023 (amerikanisches Englisch).
16. ↑  Avital Louria Hahn:  Restoring a Jewish Cemetery in Poland In: The New York Times, 14. September 1997. Abgerufen am 2. Mai 2023 (amerikanisches Englisch).
17. ↑  The Cincinnati Enquirer 30 Jul 1942, page Page 10. In: Newspapers.com. Abgerufen am 2. Mai 2023 (englisch).
18. ↑  Mike Adams: Roxanne Seeman: A Life In Song. In: Great Neck Record. 11. Januar 2020, abgerufen am 14. Januar 2020 (amerikanisches Englisch).
19. ↑  SN. 6 | Ep225 - EXTENDED PODCAST - Roxanne Seeman - Interviewed By Mike Gormley. Abgerufen am 12. Oktober 2019 (englisch).
20. ↑  Monika Herzig: David Baker: A Legacy in Music. Indiana University Press, 2011, ISBN 978-0-253-00524-3 (englisch, google.com).
21. ↑  Dan Kimpel: A Songwriter's Floating World. Music Connection, 19. August 2002.
22. 1 2  Barnard College, Barnard College: Barnard Alumnae. Barnard College, Juni 1976 (englisch, archive.org).
23. ↑  Frederick Eugene John Lees, Gene Lees, Graham Lees: Leader of the Band: The Life of Woody Herman. Oxford University Press, 1995, ISBN 978-0-19-505671-6 (englisch, google.com).
24. ↑  Ted Rosenthal's jazz-o-rama! | The Village Voice. In: Villagevoice.com. 14. September 1999, abgerufen am 5. Oktober 2020.
25. ↑  Suzanne Vega - Iconic Singer-Songwriter. In: uDiscover Music. 15. Mai 2020, abgerufen am 5. Oktober 2020 (amerikanisches Englisch).
26. ↑  Chou Wen-chung (1923-2019). In: Columbia University Department of Music. 30. Oktober 2019, abgerufen am 5. Oktober 2020 (englisch).
27. 1 2  Awards & Nominations. Noanoamusic.com, abgerufen am 6. Februar 2010.
28. ↑  ASCAP. Ascap.com, archiviert vom Original (nicht mehr online verfügbar) am 23. Mai 2011; abgerufen am 16. Juli 2008.  Info: Der Archivlink wurde automatisch eingesetzt und noch nicht geprüft. Bitte prüfe Original- und Archivlink gemäß Anleitung und entferne dann diesen Hinweis.
29. ↑  All Music Guide. Allmusic.com, abgerufen am 16. Juli 2008.
30. ↑  Credits. Imdb.com, abgerufen am 11. Juli 2008.
31. ↑  Movie Credits. Nytimes.com, abgerufen am 16. Juli 2008.

| Personendaten    | Personendaten                                     |
| ---------------- | ------------------------------------------------- |
| NAME             | Seeman, Roxanne                                   |
| ALTERNATIVNAMEN  | Seemann, Roxanne Joy                              |
| KURZBESCHREIBUNG | US-amerikanische Liedautorin und Musikproduzentin |
| GEBURTSDATUM     | 10. Juni 1954                                     |
| GEBURTSORT       | New York City                                     |